# Аммосова Марія Максимівна
Аммо́сова Марі́я Макси́мівна (*28 липня 1900, Кезький район — †?) — російський терапевт, кандидат медичних наук (1937), заслужений лікар РРФСР (1945).
В 1930 році закінчила медичний факультет Томського університету. В 1936—1965 роках працювала в ІДМІ на кафедрі факультетської терапії, з 1940 року — доцент, в 1953—1965 роках — завідувач кафедри. Основні напрямки наукових досліджень — лікарська дія дикорослих трав, які зростають в Удмуртії, та мінеральні води Ново-Іжевського джерела при патології шлунку.
Відмінник охорони здоров'я (1950). Нагороджена орденом «Знак Пошани» (1961), декількома медалями.

## Твори
- Мать-и-мачеха как отхаркивающее средство//Тр. ИГМИ. Т.10. Ижевск, 1951
- Клиническая оценка действия минеральной воды Ново-Ижевского источника. Ижевск, 1959